# Putak
Putak is een bestuurslaag in het regentschap Muara Enim van de provincie Zuid-Sumatra, Indonesië. Putak telt 2696 inwoners (volkstelling 2010).